# Чупрене (резерват)
„Чупрене“ е голям резерват в България, област Видин, община Чупрене.

## Основаване и статут
Обявен е за резерват с обща площ 1451,99 хектара със Заповед №358 на Комитета за опазване на природната среда при Министерския съвет от 9 февруари 1973 година, за да се запазят най-северните иглолистни гори на България. През 1977 година е включен в списъка на биосферните резервати по програма „Човек и биосфера“ на ЮНЕСКО. През 2021 г. резерватът е изключен от тази програма., като причините за това не са ясни.

## Местонахождение
Той е разположен по билото и североизточните склонове на Чипровската планина, Западна Стара планина. Разположен е в землището на село Чупрене, което се намира край Чупренска река.

## Флора
Горските насаждения заемат близо 90% от територията на резервата.
Част от горите са смърчово-елови и буково-смърчово-елови. Най-големи са насажденията от смърч, който образува гори с възраст над 1 век. Те имат важно значение за изучаване на смърчовите гори в България. Срещат се шестил, обикновен явор, трепетлика, планинска елша, планински явор и черен бъз.

## Фауна
Има разнообразен животински свят.
От земноводните се срещат дъждовник, гръцка дългокрака жаба, голяма крастава жаба.
От влечугите жълтоуха водна змия, усойница, медянка.
От бозайниците лисица, вълк, белка, златка, норка, дива котка, катерица.
Регистрирани са 68 вида птици. Сред тях са глухар, черен лешояд, бухал, скален орел, кълвач, дрозд, ястреб, керкенез, чучулига, пъдпъдък, орехче и други.
„Чупрене“ е единственият български резерват, постоянно обитаван от вълци.